# Майдан Незалежності (Хмельницький)
Майда́н Незале́жності — центральна площа міста Хмельницького, названа на честь незалежності України.

## Історія
Сучасний майдан Незалежності у Хмельницькому як міська площа сформувався у середині 1950-х років під час спорудження Будинку Рад.
У 1967 році майдан отримав назву — площа Леніна.
У 1970 році був встановлений пам'ятник В. Леніну (автори — скульптор Є. Кунцевич, архітектор А. Ігнащенко, Є. Перехрест), який демонтували в 1992 році й перенесли в міський парк культури та відпочинку.
У 1991 році площу Леніна перейменували на знак увічнення проголошення України незалежною державою (24 серпня 1991 року) на майдан Незалежності.

### Євромайдан у Хмельницькому
Під час провалу підписання угоди євроінтеграції України на головну площу міста Хмельницького 21 листопада вийшли близько 10 людей. Серед них був громадський активіст Степан Кушнір.
22 листопада на Євромайдані оголошено безстрокову акцію протесту